# Grabenstreiche
Grabenstreiche ist die Bezeichnung für Anlagen oder Räume verschiedener Bauart in Festungswerken, aus denen heraus der Graben mittels Handwaffen und kleinkalibrigen Geschützen bestrichen werden konnte. Solche Anlagen, die der Nahverteidigung des Festungsgrabens dienen, wurden bereits kurze Zeit nach Einführung der bastionären Befestigung im 16. Jahrhundert üblich. Dabei unterschied man zwischen „bombenfesten“ Grabenstreichen, die sich in geschlossenen Kasematten oder in Galerien in den Grabenmauern oder in Kaponièren vor der Mauer befanden, und „offenen“ Grabenstreichen. Dazu zählen unter anderem die Fausse-Braie (dt. Niederwall), die „Grabentenaille“ oder „Grabenschere“, der „Grabenkoffer“ (nach Vauban) sowie freistehende Mauern im Graben, die mit Schießscharten versehen waren. Bauweise und Baumaterial von Grabenstreichen können variieren, sie veränderten sich im Laufe der Zeit und passten sich dabei der sich fortschreitenden Bewaffnung der Angreifer an. Bei den Grabenstreichen unterscheidet man zwischen Front- und Kehlgrabenstreichen, je nachdem ob sie sich an der Front (Feindseite) oder an der „Kehle“ einer Befestigungsanlage befinden. Wegen der gesteigerten Waffenwirkung wurden ab 1815 kaum noch (nach oben) „offene“ Grabenwehren neu angelegt.

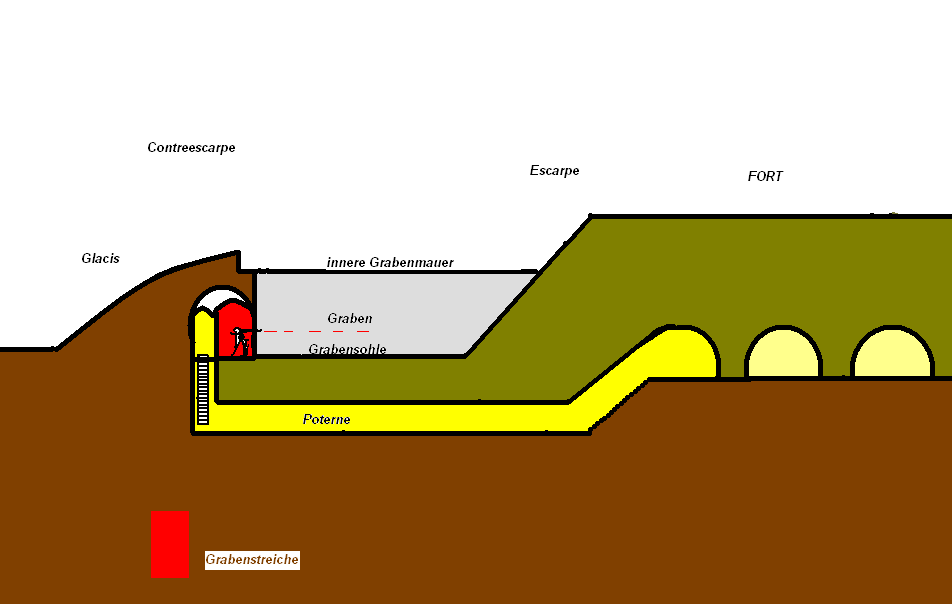
Grabenstreiche in einer Kasematte in der Kontereskarpe (im Schnitt)

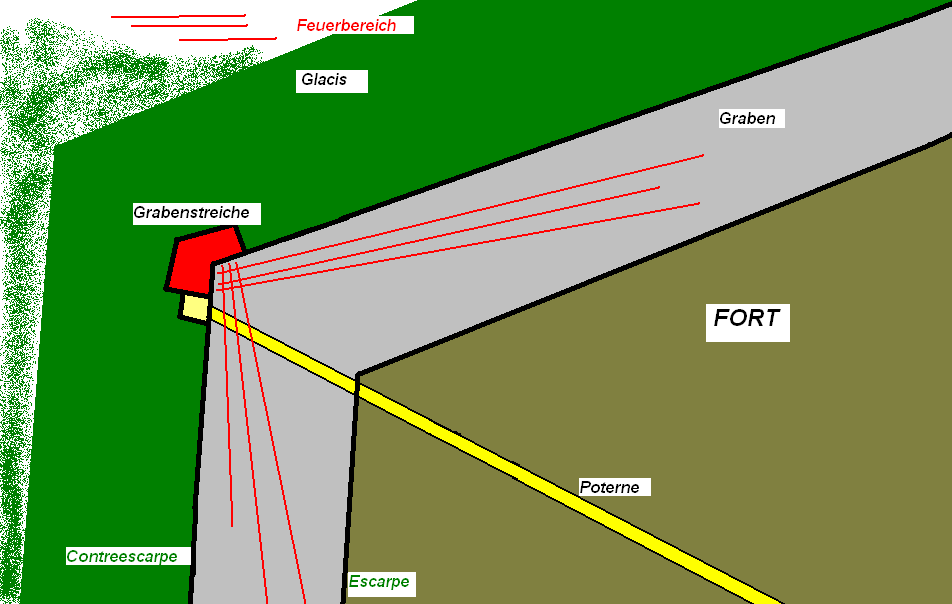
Grabenstreiche wie sie im Werk Verle in einer Kasematte in der Kontereskarpe eingebaut ist (Draufsicht).

Die Aufgabe der Grabenstreichen war die Verteidigung des Festungsgrabens gegen eingedrungene Feinde. Bei den älteren Bastionärsbefestigungen wurden besondere Grabenstreichen noch verhältnismäßig wenig eingebaut, allerdings setzte der französische Marschall und Festungsbaumeister Vauban in seiner 2. und 3. Befestigungsmanier stets „Grabenkoffer“ zwischen die Kurtine und den Ravelin, vertraute aber bei der Grabenverteidigung sonst weitgehend auf die „Grabenschere“ und Fausse-Braie (auf Deutsch auch Niederwall). Allerdings kannte man schon in der älteren italienischen Befestigungsmanier im 16. Jahrhundert auf Höhe des Grabens angelegte Kasematten in den Bastionsflanken, aus denen man als Escarpe-Grabenstreichen den Graben vor der Kurtine mit Gewehren oder leichten Geschützen mit Kartätschen bestreichen konnte. Der deutsche Festungsbaumeister David Speckle (1536–1589) beschrieb in seiner „Architektur von Festungen“ (1589) erstmals ausführlich den Bau spezieller Kasematten zur Bestreichung der Festungsgräben. Da der Bau guter und ausreichend belüfteter Kasematten sehr teuer und aufwendig war (und bei reinen Erdwällen wie in der „Niederländischen Befestigungsmanier“ auch kaum möglich. In den Niederlanden oder in Norddeutschland waren die Gräbern zumeist wassergefüllt was „echte“ Grabenstreichen auch selten notwendig machte.), setzte man noch bis weit ins 18. Jahrhundert vornehmlich auf den Niederwall (Fausse-Braie) zur Grabenverteidigung, der zwar die gleiche Funktion erfüllte wie eine Grabenstreiche, aber gegen Beschuss von oben nicht ausreichend geschützt war.
Zwar empfahl bereits Albrecht Dürer in seiner bekannten „Befestigungslehre“ die Anlage von Kaponnieren, um damit den Festungsgraben vor den Basteien zu decken, aber erst im 19. Jahrhundert, als man zuerst in Deutschland die bis dahin übliche Bastionärsbefestigung aufgab, wurde dann der Gebrauch besonderer Grabenstreichen gebräuchlich. Grabenstreichen in der Form von großen Kaponnieren sind somit ein typisches Kennzeichen der neu-deutschen oder neu-preußischen Festungsmanier. Diese wurden meist an ausspringenden Ecken des Walls (Saillants) zur Bestreichung der Festungsgräben sowohl des Hauptwalls als auch bei den detachierten Forts am Fuß der Eskarpenmauer errichtet (also auf der Innenseite des Grabens).
Nach der allgemeinen Einführung der Brisanzmunition ab 1890 und der dadurch gesteigerten Wirkung der Belagerungsartillerie wurden zur Bestreichung der Front- und Flankengräben Grabenstreichen in der Contrescarpe (also auf der feindseitigen Grabenseite) eingebaut, wo sie der Belagerungsartillerie entzogen und gelegentlich durch Poternen mit dem Hauptwerk verbunden waren. Dies gilt bereits für die ab 1886 gebauten Forts um Kopenhagen und die ab 1888 errichteten Forts um Namur und Lüttich und ebenso für die deutschen Festen um Metz, die französischen Forts, sowie für die meisten Befestigungen in Österreich-Ungarn, wo bei den kompakten Einheitswerken in den Alpen bis 1907 auch an Fronten und Flanken weiterhin „Koffer“ vor der Escarpe gebaut wurden. Auch zahlreiche zwischen 1870 und 1886 errichtete Forts, beispielsweise um Straßburg oder die französischen Séré de Rivières’, wurden angepasst, indem die Kaponnieren an Flanken und Facen abgetragen und stattdessen Grabenstreichen in der Contrescarpe errichtet wurden. Die Kehlgräben der neuen wie der modernisierten Forts wurden meist weiterhin aus der dem feindlichen Belagerungsfeuer abgewandten Escarpe der Kehlseite bestrichen, wobei unterschiedliche Lösungen verwendet wurden, wie Kasematten in der Kehlkaserne, Kaponnieren oder Kasematten in jeweils einem einspringenden Winkel (Flanken) der Kehlmauer, die sich links und rechts vom Eingangstor befanden, wie beispielsweise im Fort Douaumont von Verdun. Auch wurden zur Bestreichung der Kehlseite Grabenstreichen in die Contrescarpe eingebaut, wie etwa in den dreieckigen Forts der „Feste Kaiser Wilhelm II.“ bei Straßburg.
Es wurden stets mehrere Grabenstreichen benötigt.